# 소울칼리버의 등장인물 목록
소울칼리버 시리즈의 등장인물에서는 남코(현 반다이남코게임즈)가 개발·판매하는 대전형 격투 게임 소울엣지 및 소울칼리버와 그 속편인 소울칼리버 시리즈에 등장하는 가공의 검사에 대해 기술한다. 국적 및 기술과 유파는 천차만별이다.

## 목차
약어 표기에 대해

### 소울 엣지에서 등장하는 인물
미츠루기 / 성미나 / 타키 / 리 롱 / 볼도 / 소피티아 / 지크프리드 / 록 / 황 / 세르반테스 / 소울 엣지

### 소울 칼리버에서 등장하는 인물
킬릭 / 샹화 / 맥시 / 아더 / 아스타로스 / 나이트메어 / 아이비 / 요시미츠 / 리자드맨 / 엣지 마스터 / 인페르노

### 소울 칼리버II에서 등장하는 인물
라파엘 / 타림 / 카산드라 / 홍윤성 / 샤레드 / 네크리드 / 어쌔신 / 버서커 / (헤이하치) / (링크) / (스폰)

### 소울 칼리버III에서 등장하는 인물
자사라멜 / 티라 / 셰츠카 / 올카단 / 어비스 / 나이트테러
- 보너스 캐릭터

레버넌트 / 그리드 / 마이저 / 발레리아 / 화린 / 리넷 / 아벨리아 / 루나 / 지랄드 / 체스터 / 데무스 / 올레리아 / 스트라이프 / 에이미
그 외, 가정용의 「스토리」 「로스트크 로니클즈」 「배틀 아레나(시츄에이션)」의 각 모드에 대해서, 여러 가지 캐릭터가 등장한다.

### 소울 칼리버 레전드에서 등장하는 인물
아스타로스 α / (로이드) / 이스카 / 가면의 황제 / 발바로스 / 파프너 / 아몬 / 게키 / 마키

### 소울 칼리버IV에서 등장하는 인물
힐데 / 알골
- 보너스 캐릭터

세라자드 / 앙골 피아 / 슈라 / 애쉴로트 / 카미키리무시

### 플레이어 캐릭터들과 깊은 관계를 가지는, 설정만 등장하는 인물
로티온 / 벨치 / 샹렌 / 토키 / 쿤페톡 / 케페우스 / 성한경

### 다른 작품에서의 게스트(IV부터)
(다스 베이더) / (요다) / (아프렌티스) / (크레이토스) / (에지오 아디토레 다 피렌체)

## 약어 표기에 대해
본항에 대하고, 이하와 같이 생략을 실시하고 있다.
| (엣지)    | 소울엣지                                |
| (엣지 AC) | 소울엣지(아케이드판)                    |
| (엣지 PS) | 소울엣지(플레이 스테이션판)             |
| (1)       | 소울칼리버                              |
| (1DC)     | 소울칼리버(드림 캐스트판)               |
| (1WLD)    | 소울칼리버(해외판)                      |
| (2)       | 소울칼리버 2                            |
| (2CS)     | 소울칼리버 2(가정용판)                  |
| (3)       | 소울칼리버 3                            |
| (3PS2)    | 소울칼리버 3(플레이 스테이션 2판)       |
| (3AC)     | 소울칼리버 3 ARCADE EDITION(아케이드판) |
| (L)       | 소울 칼리버 레전즈                      |
| (4)       | 소울칼리버 4                            |
| (5)       | 소울칼리버 5                            |

## 미츠루기 헤이시로
일본의 사무라이.

## 타키
일본인 여닌자로, 5에 등장하는 나츠의 스승. 알려진 것은 많지 않다. 소울칼리버 시리즈 중 소울 엣지와 소울칼리버1 ~ 4까지만 등장하며, 5부터는 애제자 나츠가 대신 등장한다. 역시나 이 캐릭터도 게임계 캐릭터에서 인기가 많다. 기본적으로 몸놀림이 다른 캐릭터보다 가볍다는 장점이 있어 초보자도 쉽게 조작할 수 있는 캐릭터이다.
- 타키[깨진 링크(과거 내용 찾기)]

## 리 롱
중국인

## 볼도
이탈리아인

## 소피티아 알렉산드라
그리스인. 퓌라와 파트로클로스의 어머니. 본래 소울 엣지에서는 다루기 매우 힘든 캐릭터였으나, 소울 칼리버1이후로는 밸런스가 크게 바뀌어서 초보자도 쉽게 조작할 수 있게 되었다. 역시나 이 캐릭터도 게임계 캐릭터에서 인기가 많다. 소울칼리버5부터는 정식으로 등장하지 않으며 소피티아 알렉산드라를 흉내낸 엘리시움이라는 보스가 대신 등장한다.
- 소피티아 알렉산드라 이미지 모음[깨진 링크(과거 내용 찾기)]

## 지크프리드 슈타우펜
독일인. 소울엣지, 소울칼리버 시리즈에 등장하는 캐릭터. 소울엣지, 소울칼리버 시리즈를 통틀은 모든 시리즈에서 등장하며 5에서도 나온다.
- 무기: 츠바이핸더를 사용.

- 무기명: 파우스트(SE), 레퀴엠 (SC1, 3), 소울칼리버-츠바이핸더형(SC4)

- 연령: 16세-[SE], 19세-[SC1], 23세-[SC3, SC4], 30세-[sc5]

- 생년월일: 2월 6일

- 가족구성: 어머니 마가레트 아버지 프레데릭은 자신이 살해

- 출신지: 오바게첸부르크 / 신성로마제국

- 신장: 157-[SE], 165-[SC1], 168-[SC2(나이트메어상태), SC3, SC4]

- 체중: 57-[SE], 65-[SC1, SC3, SC4], 95-[SC2](나이트메어상태)

- 혈액형: A

## 이자벨라 발렌타인(아이비)
영국인 세르반테스 데 레온의 딸

## 리자드맨
그리스인

## 라파엘 소렐
프랑스인

## 타림
몽골인

## 카산드라 알렉산드라
소피티아 알렉산드라의 여동생이며, 퓌라와 파트로클로스의 이모. SC2부터 등장한다.
- 카산드라 알렉산드라 이미지 모음[깨진 링크(과거 내용 찾기)]

## 미시마 헤이하치
플레이스테이션에서 등장